# Eisner-díj a legjobb rajzolónak, kihúzónak, rajzoló-kihúzónak vagy rajzoló–kihúzó párosnak
Ebben a listában az Eisner-díj „legjobb rajzoló-kihúzó vagy rajzoló–kihúzó páros” kategóriájának jelöltjei és nyertesei találhatóak.

## Eisner-díj a legjobb rajzoló-kihúzónak vagy rajzoló–kihúzó párosnak
| Év   | Művészek                                                                                        | Munkák (és kiadók) |                                                                                                 |
| ---- | ----------------------------------------------------------------------------------------------- | --- | ----------------------------------------------------------------------------------------------- |
| 2012 | Michael Allred                                                                                  | iZombie (Vertigo) és Madman All-New Giant-Size Super-Ginchy Special (Image Comics)                                           |                                                                                                 |
| 2012 | Ramón K. Pérez                                                                                  | Jim Henson’s Tale of Sand (Archaia Studios Press)                                                                            |                                                                                                 |
| 2012 | Chris Samnee                                                                                    | Captain America and Bucky és Ultimate Spider-Man #155 (Marvel Comics)                                                        |                                                                                                 |
| 2012 | Marcos Martin                                                                                   | Daredevil (Marvel Comics) |                                                                                                 |
| 2012 | Paolo Rivera és Joe Rivera                                                                      | Daredevil (Marvel Comics) |                                                                                                 |
| 2011 | Richard Corben                                                                                  | Hellboy (Dark Horse Comics)                                                                                                  |                                                                                                 |
| 2011 | Stephen DeStefano                                                                               | Lucky in Love Book One: A Poor Man’s Story (Fantagraphics Books)                                                             |                                                                                                 |
| 2011 | Rob Guillory                                                                                    | Chew (Image Comics) |                                                                                                 |
| 2011 | Gabriel Rodriguez                                                                               | Locke and Key (IDW Publishing)                                                                                               |                                                                                                 |
| 2011 | Skottie Young                                                                                   | The Marvelous Land of Oz (Marvel Comics)                                                                                     |                                                                                                 |
| 2010 | Michael Kaluta                                                                                  | Madame Xanadu #11–15: Exodus Noir (Vertigo)                                                                                  |                                                                                                 |
| 2010 | Steve McNiven és Dexter Vines                                                                   | Wolverine: Old Man Logan (Marvel Comics)                                                                                     |                                                                                                 |
| 2010 | Fiona Staples                                                                                   | North 40 (Wildstorm) |                                                                                                 |
| 2010 | J. H. Williams III                                                                              | Detective Comics (DC Comics)                                                                                                 |                                                                                                 |
| 2010 | Danijel Zezelj                                                                                  | Luna Park (Vertigo) |                                                                                                 |
| 2009 | Gabriel Bá                                                                                      | The Umbrella Academy (Dark Horse Comics)                                                                                     |                                                                                                 |
| 2009 | Mark Buckingham és Steve Leialoha                                                               | Fables (Vertigo) |                                                                                                 |
| 2009 | Olivier Coipel és Mark Morales                                                                  | Thor (Marvel Comics) |                                                                                                 |
| 2009 | Guy Davis                                                                                       | BPRD (Dark Horse Comics) |                                                                                                 |
| 2009 | Amy Reeder Hadley és Richard Friend                                                             | Madame Xanadu (Vertigo) |                                                                                                 |
| 2009 | Jillian Tamaki                                                                                  | Skim (Groundwood Books) |                                                                                                 |
| 2008 | Steve Epting, Butch Guice és Mike Perkins                                                       | Captain America (Marvel Comics)                                                                                              |                                                                                                 |
| 2008 | Pia Guerra és Jose Marzan, Jr.                                                                  | Y: The Last Man (Vertigo) |                                                                                                 |
| 2008 | Jae Lee                                                                                         | Dark Tower: The Gunslinger Born (Marvel Comics)                                                                              |                                                                                                 |
| 2008 | Obata Takesi                                                                                    | Death Note és Hikaru no go (Viz Media)                                                                                       |                                                                                                 |
| 2008 | Ethan Van Sciver                                                                                | Green Lantern: Sinestro Corps (DC Comics)                                                                                    |                                                                                                 |
| 2007 | Mark Buckingham és Steve Leialoha                                                               | Fables (Vertigo) |                                                                                                 |
| 2007 | Tony Harris és Tom Feister                                                                      | Ex Machina (Wildstorm) |                                                                                                 |
| 2007 | Niko Henrichon                                                                                  | Pride of Baghdad (Vertigo)                                                                                                   |                                                                                                 |
| 2007 | Michael Lark és Stefano Gaudiano                                                                | Daredevil (Marvel Comics) |                                                                                                 |
| 2007 | Sonny Liew                                                                                      | Wonderland (Slave Labor Graphics)                                                                                            |                                                                                                 |
| 2007 | Steven McNiven és Dexter Vines                                                                  | Civil War (Marvel Comics) |                                                                                                 |
| 2006 | John Cassaday                                                                                   | Astonishing X-Men (Marvel Comics) és Planetary (Wildstorm)                                                                   |                                                                                                 |
| 2006 | Gene Ha                                                                                         | Top 10: The Forty-Niners (America’s Best Comics)                                                                             |                                                                                                 |
| 2006 | J. G. Jones                                                                                     | Wanted (Top Cow, Image Comics)                                                                                               |                                                                                                 |
| 2006 | Frank Quitely                                                                                   | All-Star Superman (DC Comics)                                                                                                |                                                                                                 |
| 2006 | J. H. Williams III                                                                              | Promethea és Desolation Jones (Wildstorm)                                                                                    |                                                                                                 |
| 2005 | Charles Adlard                                                                                  | The Walking Dead (Image Comics)                                                                                              |                                                                                                 |
| 2005 | John Cassaday                                                                                   | Astonishing X-Men (Marvel Comics), Planetary (Wildstorm) és I Am Legion: The Dancing Faun (Humanoids Publishing, DC Comics)  |                                                                                                 |
| 2005 | Geof Darrow                                                                                     | Shaolin Cowboy (Burlyman Entertainment)                                                                                      |                                                                                                 |
| 2005 | Cary Nord és Thomas Yeates                                                                      | Conan (Dark Horse Comics) |                                                                                                 |
| 2005 | Frank Quitely                                                                                   | We3 (Vertigo) |                                                                                                 |
| 2004 | John Cassaday                                                                                   | Planetary, Planetary/Batman: Night on Earth (Wildstorm, DC Comics) és Hellboy Weird Tales (Dark Horse Comics)                |                                                                                                 |
| 2004 | Tan Eng Huat                                                                                    | Doom Patrol és JLA #91 (DC Comics)                                                                                           |                                                                                                 |
| 2004 | Alex Maleev                                                                                     | Daredevil (Marvel Comics) |                                                                                                 |
| 2004 | Jim Lee és Scott Williams                                                                       | Batman (DC Comics) |                                                                                                 |
| 2004 | Eduardo Risso                                                                                   | 100 Bullets (Vertigo), Batman (DC Comics) és Boy Vampire: The Resurrection (Strip Art Features)                              |                                                                                                 |
| 2003 | Seth Fisher                                                                                     | Vertigo Pop: Tokyo (Vertigo) és The Flash: Time Flies (DC Comics)                                                            |                                                                                                 |
| 2003 | Bryan Hitch és Andrew Currie                                                                    | The Ultimates (Marvel Comics)                                                                                                |                                                                                                 |
| 2003 | Michael Lark                                                                                    | Batman: Nine Lives és Gotham Central (DC Comics)                                                                             |                                                                                                 |
| 2003 | Kevin O’Neill                                                                                   | League of Extraordinary Gentlemen (America’s Best Comics)                                                                    |                                                                                                 |
| 2003 | J. H. Williams III és Mick Gray                                                                 | Promethea (America’s Best Comics)                                                                                            |                                                                                                 |
| 2002 | John Cassaday                                                                                   | Planetary (Wildstorm) |                                                                                                 |
| 2002 | Butch Guice                                                                                     | Ruse (CrossGen Comics) |                                                                                                 |
| 2002 | Gene Ha és Zander Cannon                                                                        | Top 10 (America’s Best Comics)                                                                                               |                                                                                                 |
| 2002 | Humberto Ramos és Sandra Hope                                                                   | Out There (Wildstorm) |                                                                                                 |
| 2002 | Eduardo Risso                                                                                   | 100 Bullets (Vertigo) |                                                                                                 |
| 2002 | Francois Schuitten                                                                              | Brusel (NBM Publishing) és Nogegon (Humanoids Publishing)                                                                    |                                                                                                 |
| 2001 | Michael Avon Oeming                                                                             | Powers (Image Comics) |                                                                                                 |
| 2001 | Frank Quitely és Trevor Scott                                                                   | The Authority (Wildstorm) |                                                                                                 |
| 2001 | Eduardo Risso                                                                                   | 100 Bullets (Vertigo) |                                                                                                 |
| 2001 | P. Craig Russell                                                                                | Ring of the Nibelung (Dark Horse Comics)                                                                                     |                                                                                                 |
| 2001 | J. H. Williams III és Mick Gray                                                                 | Promethea (America’s Best Comics)                                                                                            |                                                                                                 |
| 2000 | Travis Charest és Richard Friend                                                                | WildC.A.T.s (Wildstorm) |                                                                                                 |
| 2000 | Ricardo Delgado                                                                                 | Hieroglyph (Dark Horse Comics)                                                                                               |                                                                                                 |
| 2000 | Gary Gianni                                                                                     | Gary Gianni’s Monstermen (Dark Horse Comics)                                                                                 |                                                                                                 |
| 2000 | Gene Ha                                                                                         | Top Ten (America’s Best Comics)                                                                                              |                                                                                                 |
| 2000 | Kevin Nowlan                                                                                    | Tomorrow Stories: Jack B. Quick (America’s Best Comics)                                                                      |                                                                                                 |
| 2000 | J. H. Williams III és Mick Gray                                                                 | Promethea (America’s Best Comics)                                                                                            |                                                                                                 |
| 1999 | Claudio Castellini                                                                              | Dark Horse Presents #137: Predator: Demon’s Gold (Dark Horse Comics)                                                         |                                                                                                 |
| 1999 | Gene Ha                                                                                         | Starman #46 (DC Comics) |                                                                                                 |
| 1999 | Steve Leiber                                                                                    | Whiteout (Oni Press) |                                                                                                 |
| 1999 | George Pérez és Al Vey                                                                          | The Avengers (Marvel Comics)                                                                                                 |                                                                                                 |
| 1999 | Tim Sale                                                                                        | Superman for All Seasons (DC Comics) és Grendel: Black, White, and Red #1 (Dark Horse Comics)                                |                                                                                                 |
| 1998 | Brent Anderson és Will Blyberg                                                                  | Kurt Busiek’s Astro City (Jukebox Productions, Homage Comics)                                                                |                                                                                                 |
| 1998 | Rick Burchett és Terry Austin                                                                   | Batgirl Adventures és Superman Adventures (DC Comics)                                                                        |                                                                                                 |
| 1998 | Dave Gibbons                                                                                    | Martha Washington Saves the World #1 (Dark Horse Comics)                                                                     |                                                                                                 |
| 1998 | Michael Lark                                                                                    | Terminal City: Aerial Graffiti (Vertigo) és The Little Sister (Byron Priess Visual Productions)                              |                                                                                                 |
| 1998 | P. Craig Russell                                                                                | Elric: Stormbringer (Dark Horse Comics, Topps Comics) és Dr. Strange: What Is It That Disturbs You, Stephen? (Marvel Comics) |                                                                                                 |
| 1998 | Paul Smith                                                                                      | Leave It to Chance (Homage Comics)                                                                                           |                                                                                                 |
| 1997 | Brent Anderson és Will Blyberg                                                                  | Kurt Busiek’s Astro City, Vol. 2 (Jukebox Productions, Homage Comics)                                                        |                                                                                                 |
| 1997 | Tony Harris és Wade Von Grawbadger                                                              | Starman (DC Comics) |                                                                                                 |
| 1997 | José Luis García-López és Kevin Nowlan                                                          | Doctor Strangefate (Amalgan Comics)                                                                                          |                                                                                                 |
| 1997 | Paul Smith                                                                                      | Leave It to Chance (Homage Comics)                                                                                           |                                                                                                 |
| 1997 | Charles Vess                                                                                    | Book of Ballads and Sagas (Green Man Press) és The Sandman #75 (Vertigo)                                                     |                                                                                                 |
| 1997 | Aron Weisenfeld és Richard Bennett                                                              | Deathblow and Wolverine (Image Comics, Marvel Comics)                                                                        |                                                                                                 |
| 1996 | Geof Darrow                                                                                     | The Big Guy and Rusty the Boy Robot (Dark Horse Comics)                                                                      |                                                                                                 |
| 1996 | Steve Dillon                                                                                    | Preacher (Vertigo) |                                                                                                 |
| 1996 | Milo Manara                                                                                     | El Gaucho (NBM Publishing)                                                                                                   |                                                                                                 |
| 1996 | Al Williamson                                                                                   | Flash Gordon (Marvel Select)                                                                                                 |                                                                                                 |
| 1996 | Michael Zulli                                                                                   | The Sandman #70-72: The Wake (Vertigo)                                                                                       |                                                                                                 |
| 1995 | Edvin Biukovic                                                                                  | Grendel Tales: Devils and Deaths (Dark Horse Comics)                                                                         |                                                                                                 |
| 1995 | Dave Gibbons                                                                                    | Martha Washington Goes to War (Dark Horse Comics)                                                                            |                                                                                                 |
| 1995 | Tony Harris és Wade Von Grawbadger                                                              | Starman (DC Comics) |                                                                                                 |
| 1995 | David Mazzucchelli                                                                              | Paul Auster’s City of Glass (Avon)                                                                                           |                                                                                                 |
| 1995 | Mike Parobeck és Rich Burchett                                                                  | The Batman Adventures (DC Comics)                                                                                            |                                                                                                 |
| 1995 | P. Craig Russell                                                                                | Fairy Tales of Oscar Wilde Vol. 2 (NBM Publishing)                                                                           |                                                                                                 |
| 1994 | Chris Bachalo és Mark Buckingham                                                                | Death: The High Cost of Living (Vertigo)                                                                                     |                                                                                                 |
| 1994 | Mike Mignola és Kevin Nowlan                                                                    | Aliens: Salvation (Dark Horse Comics)                                                                                        |                                                                                                 |
| 1994 | John Romita Jr. és Al Williamson                                                                | Daredevil: The Man Without Fear (Marvel Comics)                                                                              |                                                                                                 |
| 1994 | P. Craig Russel                                                                                 | The Sandman #50 (Vertigo) |                                                                                                 |
| 1994 | Dave Sim és Gerhard                                                                             | Cerebus (Aardvark-Vanaheim)                                                                                                  |                                                                                                 |
| 1994 | Chris Sprouse és Karl Story                                                                     | Legionnaires (DC Comics) |                                                                                                 |
| 1994 | Bruce Timm                                                                                      | Batman Adventures: Mad Love (DC Comics)                                                                                      |                                                                                                 |
| 1993 | Az alkotókat ebben az évben még fekete-fehér és színes munkáik alapján osztották két csoportba. | Az alkotókat ebben az évben még fekete-fehér és színes munkáik alapján osztották két csoportba.                              | Az alkotókat ebben az évben még fekete-fehér és színes munkáik alapján osztották két csoportba. |

## Eisner-díj a legjobb rajzolónak
| Év   | rajzoló                            | Munkák (és kiadók)                                   |                                    |
| ---- | ---------------------------------- | ---------------------------------------------------- | ---------------------------------- |
| 1997 | Ron Garney                         | Captain America (Marvel Comics)                      |                                    |
| 1997 | Phil Jiminez                       | Tempest (DC Comics)                                  |                                    |
| 1997 | Michael Lark                       | Terminal City (Vertigo)                              |                                    |
| 1997 | Steve Rude                         | Nexus: Executioner’s Song (Dark Horse Comics)        |                                    |
| 1996 | A kategóriában nem osztottak díjat | A kategóriában nem osztottak díjat                   | A kategóriában nem osztottak díjat |
| 1995 | A kategóriában nem osztottak díjat | A kategóriában nem osztottak díjat                   | A kategóriában nem osztottak díjat |
| 1994 | A kategóriában nem osztottak díjat | A kategóriában nem osztottak díjat                   | A kategóriában nem osztottak díjat |
| 1993 | Chris Bachalo                      | Shade, The Changing Man (Vertigo)                    |                                    |
| 1993 | Jim Lee                            | X-Men (Marvel Comics) és WildC.A.T.S. (Image Comics) |                                    |
| 1993 | Patrick McEown                     | Grendel: War Child (Dark Horse Comics)               |                                    |
| 1993 | Mike Mignola                       | Bram Stoker’s Dracula (Topps Comics)                 |                                    |
| 1993 | Joe Quesada                        | Batman: Sword of Azrael (DC Comics)                  |                                    |
| 1993 | Steve Rude                         | Nexus: The Origin (Dark Horse Comics)                |                                    |
| 1992 | Sergio Aragonés                    | Groo the Wanderer (Epic Comics)                      |                                    |
| 1992 | Simon Bisley                       | Batman/Judge Dredd: Judgement on Gotham (DC Comics)  |                                    |
| 1992 | David Chelsea                      | David Chelsea In Love (Eclipse Comics)               |                                    |
| 1992 | Paul Chadwick                      | Concrete: Fragile Creature (Dark Horse Comics)       |                                    |
| 1992 | Will Eisner                        | To the Heart of the Storm (Kitchen Sink Press)       |                                    |
| 1992 | José Luis García-López             | Twilight (DC Comics)                                 |                                    |
| 1992 | Frank Miller                       | Dark Horse Presents: Sin City (Dark Horse Comics)    |                                    |
| 1992 | David Sims                         | Brotherman (Big City Comics)                         |                                    |
| 1991 | Dan Brereton                       |                                                      |                                    |
| 1991 | Geof Darrow                        |                                                      |                                    |
| 1991 | Drew Friedman                      |                                                      |                                    |
| 1991 | Ted McKeever                       |                                                      |                                    |
| 1991 | Steve Rude                         |                                                      |                                    |
| 1991 | P. Craig Russell                   |                                                      |                                    |
| 1991 | Mark Schultz                       |                                                      |                                    |
| 1990 | Nem osztottak díjat                | Nem osztottak díjat                                  | Nem osztottak díjat                |
| 1989 | Brian Bolland                      | Batman: The Killing Joke (DC Comics)                 |                                    |
| 1989 | Robert Crumb                       | Weirdo (Last Gasp)                                   |                                    |
| 1989 | Todd McFarlane                     | The Amazing Spider-Man (Marvel Comics)               |                                    |
| 1989 | Dave McKean                        | Black Orchid (DC Comics)                             |                                    |
| 1989 | Steve Rude                         | Nexus (First Comics)                                 |                                    |
| 1989 | Mark Schultz                       | Xenozoic Tales (Kitchen Sink Press)                  |                                    |
| 1988 | Paul Chadwick                      | Concrete (Dark Horse Comics)                         |                                    |
| 1988 | Todd McFarlane                     | The Incredible Hulk (Marvel Comics)                  |                                    |
| 1988 | Ted McKeever                       | Eddy Current (Mad Dog Graphics)                      |                                    |
| 1988 | George Pérez                       | Wonder Woman (DC Comics)                             |                                    |
| 1988 | Steve Rude                         | Nexus (First Comics)                                 |                                    |
| 1988 | John Totleben                      | Miracleman (Eclipse Comics)                          |                                    |

## Eisner díj a legjobb kihúzónak
| Év   | rajzoló                            | Munkák (és kiadók)                                                                             |                                    |
| ---- | ---------------------------------- | ---------------------------------------------------------------------------------------------- | ---------------------------------- |
| 1997 | Jimmy Palmiotti                    | Ash (képregény)Ash (Event Comics) és Vampirella Lives (Harris Publications)                    |                                    |
| 1997 | George Pérez                       | Tini titánok (DC Comics)                                                                       |                                    |
| 1997 | Joe Sinnott                        | Untold Tales of Spider-Man ’96 (Marvel Comics)                                                 |                                    |
| 1997 | Cam Smith                          | Supergirl (DC Comics)                                                                          |                                    |
| 1997 | Al Williamson                      | Spider-Man és Untold Tales of Spider-Man #17–18 (Marvel Comics)                                |                                    |
| 1996 | A kategóriában nem osztottak díjat | A kategóriában nem osztottak díjat                                                             | A kategóriában nem osztottak díjat |
| 1995 | A kategóriában nem osztottak díjat | A kategóriában nem osztottak díjat                                                             | A kategóriában nem osztottak díjat |
| 1994 | A kategóriában nem osztottak díjat | A kategóriában nem osztottak díjat                                                             | A kategóriában nem osztottak díjat |
| 1993 | Kevin Nowlan                       | Batman: Sword of Azrael (DC Comics)                                                            |                                    |
| 1993 | John Nyberg                        | Bram Stoker’s Dracula (Topps Comics)                                                           |                                    |
| 1993 | Mark Pennington                    | Shade, the Changing Man (DC Comics)                                                            |                                    |
| 1993 | P. Craig Russell                   | Ironwolf: Fires of the Revolution (DC Comics)                                                  |                                    |
| 1993 | Matt Wagner                        | Grendel: War Child (Dark Horse Comics)                                                         |                                    |
| 1993 | Scott Williams                     | X-Men (Marvel Comics) és WildC.A.T.S. (Image Comics)                                           |                                    |
| 1992 | Terry Austin                       | Wonder Man és Infinity Gauntlet (Marvel Comics)                                                |                                    |
| 1992 | Mark Farmer                        | The Incredible Hulk (Marvel Comics)                                                            |                                    |
| 1992 | Karl Kesel                         | Indiana Jones and the Fate of Atlantis és Terminator: Secondary Objectives (Dark Horse Comics) |                                    |
| 1992 | Adam Kubert                        | Batman Vs. Predator (DC Comics, Dark Horse Comics)                                             |                                    |
| 1992 | Art Thibert                        | Uncanny X-Men (Marvel Comics)                                                                  |                                    |
| 1991 | Terry Austin                       |                                                                                                |                                    |
| 1991 | Gerhard                            |                                                                                                |                                    |
| 1991 | Karl Kesel                         |                                                                                                |                                    |
| 1991 | Al Williamson                      |                                                                                                |                                    |

## Eisner-díj a legjobb rajzoló-kihúzónak vagy rajzoló–kihúzó párosnak (fekete-fehér kiadvány)
| Év   | rajzoló             | Munkák (és kiadók)                                           |
| ---- | ------------------- | ------------------------------------------------------------ |
| 1993 | Michael D. Allred   | Madman (Tundra Publishing)                                   |
| 1993 | Dan Clowes          | Eightball (Fantagraphics Books)                              |
| 1993 | Jaime Hernandez     | Love and Rockets (Fantagraphics Books)                       |
| 1993 | Frank Miller        | Dark Horse Presents: Sin City (Dark Horse Comics)            |
| 1993 | Jon J. Muth         | The Mythology of an Abandoned City (Tundra Publishing)       |
| 1993 | Mark Schultz        | Xenozoic Tales (Kitchen Sink Press)                          |
| 1993 | Eric Shanower       | Dark Horse Presents: An Accidental Death (Dark Horse Comics) |
| 1993 | Dave Sim és Gerhard | Cerebus (Aardvark-Vanaheim)                                  |

## Eisner-díj a legjobb rajzoló-kihúzónak vagy rajzoló–kihúzó párosnak (színes kiadvány)
| Év   | rajzoló          | Munkák (és kiadók)                                                                                          |
| ---- | ---------------- | --- |
| 1993 | Kelley Jones     | Deadman: Exorcism (DC Comics)                                                                               |
| 1993 | P. Craig Russell | Fairy Tales of Oscar Wilde (NBM Publishing), Robin 3000 és Legends of the Dark Knight: Hothouse (DC Comics) |
| 1993 | Steve Pugh       | Animal Man (DC Comics)                                                                                      |
| 1993 | Bryan Talbot     | Legends of the Dark Knight: Mask (DC Comics)                                                                |
| 1993 | Matt Wagner      | Legends of the Dark Knight: Faces (DC Comics)                                                               |